# Съблайм
„Съблайм“ (на английски: Sublime) е ска пънк група от Лонг Бийч, Калифорния, САЩ. Членовете на групата са Брадли Ноуъл (китара и вокал), Бъд Гаф (барабани), Ерик Уилсън (бас).

## История
Групата е създадена през 1988 година като гаражна пънк банда, но по-късно в музиката им навлизат мотиви от ска, регето, хип-хопа и дъба. Първото изпълнение на „Съблайм“ е на 4 юли 1988 в малък местен клуб. Непосредствено след това те започват да обикалят околностите и да свирят. Това е и времето, когато окончателно добиват славата на сърфистка и скейтърска група (каквито са повечето им почитатели). След 4 години бандата решава да издаде албум и резултатът е 40 Oz. to Freedom (1992).
Краят на групата идва след още 4 години. На 25 май 1996 година Брад Ноуъл е открит мъртъв в хотел в Сан Франциско. Причината е свръхдоза хероин (преди това е ползвал по-нискокачествен хероин и не е преценил дозата). 2 месеца по-късно излиза едноименният албум, който донася слава на групата.

## Дискография

### Студийни албуми
- 40 Oz. to Freedom (1992)
- Robbin' the Hood (1994)
- Sublime (1996)

### Концертни/компилации
- Second-hand Smoke (1997)
- Stand by Your Van (концертен) (1998)
- Sublime Acoustic: Bradley Nowell & Friends (1998)
- Greatest Hits (1999)
- 20th Century Masters: Millennium Collection (2002)
- Gold (2005)
- Everything Under the Sun (2006)